# Három kövér
A Három kövér 1983-ban készült, 1985-ben bemutatott színes, magyar ifjúsági film. A tévéfilm Jurij Karlovics Olesa (Три Толстяка) azonos című műve alapján készült.

## Szereplők
- Zenthe Ferenc – Prospero
- Simorjay Emese – Andante
- Csák György – Tutti
- Horváth Gyula – Possessio
- Farkas Antal – Violentius
- Benkóczy Zoltán – Injuris
- Némethy Ferenc – Dr. Arneri
- Kútvölgyi Erzsébet – Ganimed néni
- Bata János – Malaventura
- Buss Gyula – Moderató
- Szemes Mari – Pompilia
- Gosztonyi János – Brizák Batyó
- Rubold Ödön – Tibull
- Botár Endre – Pék
- Geszty Glória – Virágárus
- Göndör Klára – Anyóka
- Miszlay István – Fazekas
- Nagy Zoltán – Lakli
- Bognár Péter, Kaszás László – Gárdisták
- Horkai János, Kassai Károly – Szakácsok
- Farkas Éva, Várnagy Kati – Szakácsnők